# リチャード・モール
リチャード・モール（Richard Moll,  1943年1月13日 - 2023年10月26日）は、アメリカ合衆国の俳優・声優である。

## 来歴
1943年、カリフォルニア州パサデナに生まれる。母親は看護婦で父親は弁護士だった。幼少から背が高く、12歳の頃には1.8mもの身長があり、現在の身長はおよそ2.03mにもなる。
1967年にテレビドラマ『Family Affair』へ出演した後、1977年に『Brigham』で映画デビュー。それからはテレビドラマや映画のバイブレーヤーとして数多くの作品にクレジットされ、俳優としての地位を確立。また声優としてテレビアニメシリーズ版の『バットマン』では、トゥーフェイスの声を担当するなど、分野を問わず俳優として認知されている。
2023年10月26日、カリフォルニア州ビッグベアレイクの自宅で死去。80歳没。

## 出演作品

### 映画
- Brigham (1977)
- ジェリコ・マイル/獄中のランナー The Jericho Mile (1979) ※テレビ映画
- Mark Twain: Beneath the Laughter (1979) ※テレビ映画
- 悪魔の祭壇・血塗られた処女 Cataclysm (1980)
- アメリカン・ポップ American Pop (1981)
- The Archer: Fugitive from the Empire (1981)
- おかしなおかしな石器人 Caveman (1981)
- デビルスピーク Evilspeak (1981)
- 初恋物語 Liar's Moon (1982)
- マジック・クエスト/魔界の剣 The Sword and the Sorcerer (1982)
- メタルストーム Metalstorm: The Destruction of Jared-Syn (1983)
- Under Arrest (1983)
- SFダンジョン・マスター/ 魔界からの脱出 Ragewar (1984)
- Night Train to Terror (1985)
- ガバリン House (1986)
- Alvin Goes Back to School (1986) ※テレビ映画
- コンバット・アカデミー/笑激作戦! Combat High (1986)
- サバイバー'99/最後の戦士 Survivor (1987)
- 火曜日ならベルギーよ If It's Tuesday, It Still Must Be Belgium (1987) ※テレビ映画
- Pulse Pounders (1988)
- おばあちゃんは魔女 Wicked Stepmother (1989)
- バーバリアン・ブラザーズのシンクビッグ Think Big (1989)
- Driving Me Crazy (1991)
- サイドキックス Sidekicks (1992)
- Marilyn Alive and Behind Bars (1992)
- Let's Kill All the Lawyers (1992)
- ローデッド・ウェポン1 Loaded Weapon 1 (1993)
- フリントストーン/モダン石器時代 The Flintstones (1994)
- No Dessert, Dad, Till You Mow the Lawn (1994)
- ジャックと豆の木伝説 Beanstalk (1994) ※テレビ映画
- スタークリスタル Galaxis (1995)
- ストーリーブック/屋根裏の魔法使い Storybook (1996)
- シークレット・エージェント・クラブ The Secret Agent Club (1996)
- 檻の中の女 The Glass Cage (1996)
- ジングル・オール・ザ・ウェイ Jingle All the Way (1996)
- The Lawyer (1996)
- エレベーター The Elevator (1996)
- Snide and Prejudice (1997)
- ストーカー/狂気の罠 Living in Peril (1997)
- キャスパー:誕生編 Casper: A Spirited Beginning (1997) ※ビデオ作品
- Me and the Gods (1997)
- Little Cobras: Operation Dalmatian (1997)
- スタークリスタル2 The Survivor (1998)
- The Ransom of Red Chief (1998) ※テレビ映画
- Monkey Business (1998)
- Foreign Correspondents (1999)
- Go!Go!チアーズ But I'm a Cheerleader (1999)
- ザ・ブレイン Big Monster on Campus (2000)
- That Summer in LA  (2000)
- Flamingo Dreams (2000)
- スパイダーズ2 Spiders II: Breeding Ground (2001)
- エボリューション Evolution (2001)
- 最'新'絶叫計画 Scary Movie 2 (2001)
- ウーピーはMiss.サンタクロース Call Me Claus (2001)
- 異常犯罪捜査官/倒錯の館 Angel Blade (2002)
- The Biggest Fan (2002)
- Dumb Luck (2003)
- The Work and the Story (2003)
- ダイヤモンド・ゼロ Diamond Zero (2005)
- Angels with Angles (2005)
- 悪夢男 Nightmare Man (2006)
- ダークネスナイト Headless Horseman (2007)
- クリスマス・コテージ Christmas Cottage (2008)
- Love at First Hiccup (2009)
- Scooby-Doo! Curse of the Lake Monster (2010) ※テレビ映画
- Assassins' Code (2011)
- DisOrientation (2012)
- Sorority Party Massacre (2012)
- ヘミングウェイ Hemingway (2012)
- BFFs (2014)
- Uh Oh! (2014)
- Slay Belles (2015)

### テレビドラマ
- Family Affair (1967)
- Welcome Back, Kotter (1978)
- ロックフォードの事件メモ The Rockford Files (1978)
- ハッピーデイズ Happy Days (1979)
- トラック野郎!B・J B.J. and the Bear (1979)
- The Misadventures of Sheriff Lobo (1979)
- がんばれ!ベアーズ The Bad News Bears (1980)
- がんばれ!ブーマー Here's Boomer (1981)
- ラバーン&シャーリー Laverne & Shirley (1981)
- モーク＆ミンディ Mork & Mindy (1981)
- 俺たち賞金稼ぎ!!フォール・ガイ The Fall Guy (1981)
- パトカーアダム30 T.J. Hooker (1982)
- 探偵レミントン・スティール Remington Steele (1983)
- ファンタジー・アイランド Fantasy Island (1983)
- アリス Alice (1983)
- 爆発!デューク The Dukes of Hazzard (1983)
- 特攻野郎Aチーム The A-Team (1984)
- ナイトコート Night Court (1984 - 1992)
- サンタバーバラ Santa Barbara (1985)
- The Facts of Life (1987)
- 俺がハマーだ! Sledge Hammer! (1987)
- モンスターズ Monsters (1989)
- マンスターズ・トゥデイ The Munsters Today (1990)
- ハイランダー Highlander (1992)
- Due South (1994)
- バビロン5 Babylon 5 (1995)
- ドクタークイン 大西部の女医物語 Dr. Quinn, Medicine Woman (1994, 1995)
- ベイウォッチ Baywatch (1995)
- ときめきサイエンス Weird Science (1996)
- Married with Children (1996)
- セブンスヘブン 7th Heaven (1996)
- サブリナ Sabrina, the Teenage Witch (1997)
- 100 Deeds for Eddie McDowd (2000 - 2002)
- ヤング・スーパーマン Young Superman (2002)
- コールドケース 迷宮事件簿 Cold Case (2010)
- Anger Management (2013)

### テレビアニメ
- Mighty Max (1993 - 1994)
- バットマン Batman: The Animated Series (1992 - 1994)
- スーパーマン Superman (1996)
- Freakazoid! (1996)
- ぎゃあ!!!リアル・モンスターズ Aaahh!!! Real Monsters (1996)
- 超人ハルク The Incredible Hulk (1996, 1997)
- Happily Ever After: Fairy Tales for Every Child (1997)
- スパイダーマン Spiderman (1997)
- ニューバットマンアドベンチャーズ The New Batman Adventures (1997, 1998)
- カウ&チキン Cow and Chicken (1998)
- The Wacky Adventures of Ronald McDonald: The Visitors from Outer Space (1999)
- The Zeta Project (2002)
- ジャスティス・リーグ Justice League (2002)
- バットマン:ブレイブ&ボールド Batman: The Brave and the Bold (2010)

### ビデオゲーム
- Fallout: A Post-Nuclear Role-Playing Game (1997)
- Outlaws (1997)
- The Incredible Hulk: Ultimate Destruction (2005)
- Dante's Inferno (2010)